# Willard Van Dyke
Willard Van Dyke (5 de diciembre de 1906 - 23 de enero de 1986) fue un productor audiovisual y fotógrafo estadounidense cofundador del Grupo f/64. Defendía que la fotografía ejercería una gran influencia en el mundo.
Realizó estudios en la Universidad de California y en 1929 entró como aprendiz de fotografía con Edward Weston. Realizó colaboraciones fotográficas en revistas como Harper's Bazaar, Life y Architectural Forum.
En 1932 fue cofundador del Grupo f/64 junto a Edward Weston e Imogen Cunningham entre otros, del que está considerado como uno de sus promotores teóricos.
En 1935 expuso el trabajo de Dorothea Lange en su galería de Oakland, lo que permitió que entrara a colaborar con Stryker y Tugwell en el equipo de la Resettlement Administration que en 1937 fue adoptado por la Farm Security Administration.
A partir de 1937 comenzó a dedicarse al cine realizando una serie de reportajes de tipo social. Comenzó trabajando como cámara en la película The River y después comenzó su trabajo como productor en The City y los documentales Valleytown y The Bridge, hasta realizar la película Skyscraper en 1960 que fue premiada en el Festival de cine de Venecia. Entre otros proyectos en 1945 se encargó de hacer una película oficial sobre la fundación de las Naciones Unidas llamada San Francisco.
En 1967 formó parte del jurado del Festival de Cine de Berlín.
Desde 1965 a 1974 fue el director del departamento de cine del Museo de Arte Moderno de Nueva York, también conocido como MoMA. En 1972 comenzó a dar clase en la Universidad Estatal de Nueva York y en 1977 se trasladó a la Universidad Estatal de Nuevo México.
En 1975 fue el encargado de organizar una exposición retrospectiva de Edward Weston en el Museo de Arte Moderno de Nueva York.

## Premios y nominaciones
Premios Óscar
| Año  | Categoría          | Película   | Resultado |
| ---- | ------------------ | ---------- | --------- |
| 1960 | Mejor cortometraje | Skyscraper | Nominado  |